# Gudum Sogn (Aalborg Kommune)
 For alternative betydninger, se Gudum Sogn. (Se også artikler, som begynder med Gudum Sogn)
Gudum Sogn var et sogn i Aalborg Østre Provsti (Aalborg Stift).
I 1800-tallet var Lillevorde Sogn anneks til Gudum Sogn. Begge sogne hørte til Fleskum Herred i Aalborg Amt. Gudum-Lillevorde sognekommune blev ved kommunalreformen i 1970 indlemmet i Sejlflod Kommune, der ved strukturreformen i 2007 indgik i Aalborg Kommune.
I Gudum Sogn ligger Gudum Kirke.
I 1909 blev Gudumholm Kirke opført som filialkirke, og Gudumholm blev et kirkedistrikt i Gudum Sogn. I 2010 blev kirkedistriktet udskilt fra Gudum Sogn som det selvstændige Gudumholm Sogn. Men 1. januar 2014 blev Gudum Sogn lagt ind under Gudumholm Sogn.